# Агиос Павлос (окръг Лимасол)
Агиос Па̀влос (на гръцки: Άγιος Παύλος) е село в Кипър, окръг Лимасол. Според статистическата служба на Република Кипър през 2001 г. селото има 152 жители.
Намира се на 4 км източно от Кало Хорио.